# Krystian Pilarczyk
Krystian Walenty Pilarczyk, (Ogrzelczyn, 10 km ten zuiden van Konin, Polen, 14 februari 1941) is opgeleid in Polen als waterbouwkundige bij de Technische Universiteit van Gdansk, waar hij in 1964 zijn ingenieursdiploma behaalde. Na zes jaar gewerkt te hebben als onderzoeker bij het Instituut van Hydroengineering in Gdansk en het Waterloopkundig Laboratorium in Delft is hij in 1971 in dienst gekomen bij Rijkswaterstaat, Deltadienst.
In de periode 1971 -1978 was hij betrokken bij de Deltawerken als coördinator van het toegepast onderzoek en als ontwerper. Hij heeft toen de aanzet gegeven tot een aantal grote systematische onderzoeksprogramma's, zoals onderzoek naar de statische en dynamische stabiliteit van waterbouwsteen, afsluittechnieken (voor zeegaten) met zand en breuksteen, voorspellingstechnieken voor erosiekuilen en beschermingsconstructies ter voorkoming van erosie (bestortingen).  Na opheffing van de Deltadienst is hij overgegaan naar de Dienst Weg- en Waterbouwkunde van Rijkswaterstaat. Daarnaast is hij een groot programma gestart naar onderzoek naar golfoploop en golfoverslag en naar de stabiliteit van dijkbekledingen constructies met geotextielen. Al deze onderzoeken hebben geleid tot een aantal (grotendeels internationale) ontwerphandleidingen, zoals de Rock Manual en de Eurotop Manual
. Deze manuals zijn uitgegeven in het kader van het onderzoeksprogramma van de Dienst Weg- en Waterbouwkunde in Delft (1986 - 2002) in samenwerking met de CUR in Gouda (later opgegaan in de Stichting Bouwresearch).
Naar hem zijn genoemd formules voor steenstabiliteit in stroming en voor stabiliteit van zetsteen

## Internationale samenwerking
Rond 1985 werden contacten met Oostbloklanden wat eenvoudiger en haalde Pilarczyk zijn contact met het instituut in Gdańsk meer aan. Hierdoor kreeg Rijkswaterstaat toegang tot veel waterbouwkundige onderzoeksresultaten uit het Oostblok. Dit werk was veelal gepubliceerd in het Russisch en daardoor slecht toegankelijk; vaak was dit materiaal ook nog geclassificeerd. In samenwerking met het instituut in Gdańsk is veel van dit materiaal in het Engels vertaald.
Vanaf 1996 heeft Pilarczyk de samenwerking met Vietnam sterk gestimuleerd. In 1996  is er onder zijn leiding een missie naar Vietnam geweest om de status van de dijken daar te inventariseren. Een vervolg op deze missie is een langjarige samenwerking tussen Rijkswaterstaat en het Vietnamese Dike Department. In dit kader zijn een aantal trainingen gegeven voor personeel van de Vietnamese dienst, alsmede een uitgebreid Vietnamees handboek voor het ontwerpen van dijken. Deze samenwerking heeft in een later stadium ook geleid tot een samenwerking tussen de Technische Universiteit Delft en de Thuy Loi University (destijds nog onder de naam  Hanoi Water Resources University). Dit programma is betaald door zowel de Nederlandse als de Vietnamese overheid en heeft geleid tot een faculteit kustwaterbouw aan deze universiteit, met een kustwaterbouwkundig laboratorium 
Daarnaast heeft Pilarczyk ook samenwerking opgestart met het Cubaanse instituut Instituto Superior Politècnico “Jose Antonio Echevarria”. In het kader van deze samenwerking zijn een groot aantal Nederlandse waterbouwkundige ontwerpleidraden in het Spaans vertaald. 

## Na zijn pensionering
Hij is gepensioneerd per 1 december 2004. Na zijn pensionering is hij op contractbasis nog actief geweest bij Rijkswaterstaat, DWW en bij de Wereldbank en Asian Development Bank (China, Vietnam, India) als adviseur en  al schrijver van boeken over kust- en oeverwerken. Hij heeft als part-time docent gewerkt bij Unesco-IHE (tegenwoordig IHE Delft Institute for Water Education) in Delft en bij het Nanjing Hydraulic Institute. In december 2002 is hij benoemd tot Honorary Professor of Nanjing Hydraulic Research Institute Daarnaast is hij actief gebleven op het gebied van onderzoeks- en onderwijssamenwerking met China en Vietnam.

## Trivia
Krystian Pilarczyk is de vader van mediaondernemer, schrijver, spreker en presentator Michael Pilarczyk.
- International Standard Name Identifier: 0000 0003 9604 3621
- Nationale Bibliotheek van Israël: 987007441046405171
- Système universitaire de documentation: 057335648
- Virtual International Authority File: 24737594